# Joven en cuclillas
El Joven en cuclillas es una escultura de Miguel Ángel, que se encuentra en el Museo del Hermitage en San Petersburgo (Rusia). 
La escultura en mármol tiene 54 cm de alto y representa a un joven desnudo, doblado sobre sí mismo, tal vez la con la intención de quitar una espina del pie. Aunque no se trata de una escultura terminada, las características de la cara, el cabello y la forma del cuerpo son bien reconocibles. 
Perteneció a los Médici, y fue adquirida por el banquero inglés Lyde John Browne, un coleccionista nombrado por la zarina Catalina II de Rusia, para comprar las obras de arte que añadir a su colección. 

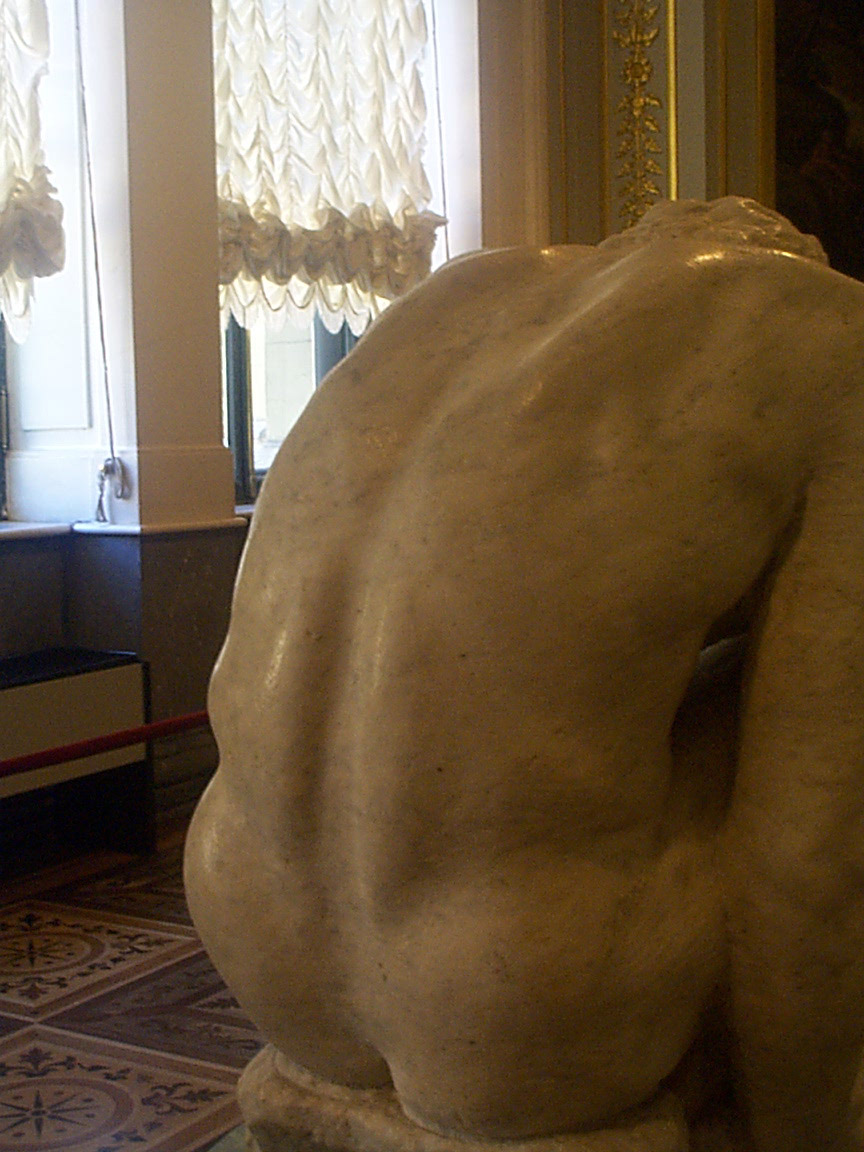
Detalle de la espalda del Joven en cuclillas.

Solo recientemente el trabajo se ha atribuido con seguridad a Miguel Ángel. Esto fue posible gracias a la estudiosa alemana Anny E. Popp, quien en 1923 relacionó esta obra con un dibujo, almacenado en el Museo Británico de Londres sobre el primer proyecto de la Nueva Sacristía de la Basílica de San Lorenzo de Florencia, la iglesia que alberga las tumbas de la familia Médici. En el diseño aparecen dos figuras agachadas, situadas en el perfil de la tumba dentro de hornacinas, de las cuales una se parece al Joven en cuclillas. 
El trabajo sobre las tumbas de los Médici se inició en 1524, mientras que el Joven en cuclillas se data entre 1530 y 1534, año de la salida del artista a Roma. En el momento en que Miguel Ángel dejó Florencia, la estatua quedó en el suelo de la sacristía y, a través de complicados viajes, resurgió en 1785 en las salas del Petit Ermitage. 
Dado el objetivo inicial, el diseño de esta estatua necesita un significado alegórico, así como se ha señalado una referencia a la estética de estilo clásico a través del modelo del espinario. Algunos autores consideran que es la representación de una de las almas de «no nacidos», destinadas al limbo, o simplemente como un genio funerario, según otros, refiriéndose a la familia militar enterrada en el monumento, creen que puede ser en realidad un guerrero o un prisionero.